# Roomkleurige granietmot
Roomkleurige granietmot là một loài bướm đêm trong họ Crambidae.